# Bandera de Canovelles
La bandera oficial de Canovelles té la següent descripció
Bandera apaïsada, de proporcions dos d'alt per tres de llarg, groga, amb una banda blau clar de gruix 1/3 de l'alçària del drap. Els colors de la bandera i l'escut de Canovelles tenen el seu origen en els colors de l'equipament del club de futbol del municipi.
Va ser aprovada el 8 de maig de 2007 i publicada el 25 del mateix mes al DOGC amb el número 4891.